# Менджана, Люк
Менджана́ Менджана́ Люк Лионе́ль (фр. Mendjana Mendjana Luc Lionel; род. 22 ноября 1998) — камерунский футболист, нападающий.

## Карьера
В 2020 году стал игроком клуба «Душанбе». В Высшей лиге Таджикистана дебютировал в матче против «Истаравшана».
В сентябре 2021 года перешёл в «ЦСКА».
В феврале 2022 года стал игроком киргизского клуба «Нефтчи» из Кочкор-Аты.